# Залет (филм)
Залет је српски краткометражни и комични филм из 2012. године. Сценарио за филм радиле су Милена Предић и Маша Дакић, које уједно и тумаче главне улоге у филму, заједно са Зораном Цвијановићем и Емиром Кустурицом. Филм је биографски и говори о остварењима глумица које потписују режију и играју главне улое.

## Радња филма
Филм говори о жељама, страховима и плановима две младе глумице. Оне желе да оду на Међународни филмски и музички фестивал Кустендорф и добију улоге, међутим без пара су, па се за превоз и смештај сналазе. Након што стижу на фестивал, режисер Емир Кустурица не препознаје њихов таленат, оне остају без улоге, па одлуче да је дају њему, у њиховом филму.

## Улоге
| Глумац              | Улога |
| ------------------- | ----- |
| Милена Предић       |       |
| Маша Дакић          |       |
| Зоран Цвијановић    |       |
| Емир Кустурица      |       |
| Гаел Гарсија Бернал |       |
| Владислава Ђорђевић |       |
| Небојша Глоговац    |       |
| Марко Јоцић         |       |
| Неле Карајлић       |       |
| Небојша Липановић   |       |
| Ана Марковић        |       |
| Милутин Милошевић   |       |
| Давид Павлешевић    |       |
| Милош Самолов       |       |
| Сергеј Трифуновић   |       |